# Кинберг (Горњи Бајерн)
Кинберг (њем. Kienberg) град је у њемачкој савезној држави Баварска. Једно је од 35 општинских средишта округа Траунштајн. Према процјени из 2010. у граду је живјело 1.395 становника. Посједује регионалну шифру (AGS) 9189126.

## Географски и демографски подаци
Кинберг се налази у савезној држави Баварска у округу Траунштајн. Град се налази на надморској висини од 558 метара. Површина општине износи 22,8 km². У самом граду је, према процјени из 2010. године, живјело 1.395 становника. Просјечна густина становништва износи 61 становника/km².

## Међународна сарадња
| Мјесто  | Држава     | Врста сарадње | Од    |
| ------- | ---------- | ------------- | ----- |
| Кинберг | Швајцарска | контакт       | 2000. |
| Извор   |            |               |       |